# Campeonato Russo de Futebol de 2000
O Campeonato Russo de Futebol de 2000 foi o nono torneio desta competição. Participaram dezesseis equipes. O campeão e o vice se classificam para a Liga dos Campeões da UEFA de 2001-02. O terceiro, quarto, quinto e sexto colocados se classificam para a Copa da UEFA de 2001-02. Dois clubes caem e dois são ascendidos. Os clubes FC Jemtchujina e FC Shinnik Iaroslavl foram rebaixados na temporada passada.

## Participantes
| Equipe                       | Cidade           | Região                   | No ano anterior                                                       | Estádio                        | Capacidade | Títulos                                     | Participações |
| ---------------------------- | ---------------- | ------------------------ | --------------------------------------------------------------------- | ------------------------------ | ---------- | ------------------------------------------- | ------------- |
| PFC CSKA Moscovo             | Khamovniki       | Moscovo                  | Terceiro Lugar                                                        | Estádio Lujniki                | 81.000     | 0 (não possui)                              | 9             |
| Spartak Moscovo              | Presnensky       | Moscovo                  | Campeão                                                               | Estádio Lujniki                | 81.000     | 7 (1992, 1993, 1994, 1996,1997, 1998, 1999) | 9             |
| Torpedo Moscovo              | Danilovsky       | Moscovo                  | Quarto Lugar                                                          | Estádio Lujniki                | 81.000     | 0 (não possui)                              | 9             |
| Dínamo Moscovo               | Aeroport         | Moscovo                  | Quinto Lugar                                                          | Estádio Dínamo de Moscou       | 36.540     | 0 (não possui)                              | 9             |
| FC Alania Vladikavkaz        | Vladikavkaz      | Ossétia do Norte-Alânia  | Sexto Lugar                                                           | Estádio Republicano do Spartak | 32.464     | 1 (1995)                                    | 9             |
| Lokomotiv Moscovo            | Preobrazhenskoye | Moscovo                  | Vice Campeão                                                          | Estádio Lokomotiv de Moscou    | 30.000     | 0 (não possui)                              | 9             |
| FC Rotor Volgogrado          | Volgogrado       | Oblast de Volgogrado     | Décimo Terceiro Lugar                                                 | Estádio Central                | 32.120     | 0 (não possui)                              | 9             |
| FC Krilia Sovetov Samara     | Samara           | Oblast de Samara         | Décimo Quarto Lugar                                                   | Estádio Metallurg              | 33.320     | 0 (não possui)                              | 9             |
| FC Rostselmash Rostov do Don | Rostov do Don    | Oblast de Rostov         | Sétimo Lugar                                                          | Estádio Rostselmash            | 15.840     | 0 (não possui)                              | 8             |
| FC Chernomorets Novorossisk  | Novorossisk      | Krai de Krasnodar        | Décimo Quarto Lugar                                                   | Estádio Trud                   | 12.500     | 0 (não possui)                              | 6             |
| FC Zenit São Petersburgo     | Petrogrado       | São Petersburgo          | Oitavo Lugar                                                          | Estádio Petrovsky              | 21.570     | 0 (não possui)                              | 6             |
| FC Uralan Elista             | Elista           | Calmúquia                | Nono Lugar                                                            | Estádio Uralan                 | 15.200     | 0 (não possui)                              | 3             |
| FC Saturn                    | Ramensky         | Oblast de Moscovo        | Décimo Lugar                                                          | Estádio Saturn                 | 16.8000    | 0 (não possui)                              | 2             |
| FC Lokomotiv Níjni Novgorod  | Níjni Novgorod   | Oblast de Níjni Novgorod | Décimo Primeiro Lugar                                                 | Estádio Lokomotiv              | 17.856     | 0 (não possui)                              | 8             |
| FC Fakel Voronej             | Voronej          | Oblast de Voronej        | Vice Campeão do Campeonato Russo de Futebol de 1999 - Segunda Divisão | Estádio da Central Sindical    | 32.750     | 0 (não possui)                              | 3             |
| FC Anji Makhachkala          | Mahackala        | Daguestão                | Campeão do Campeonato Russo de Futebol de 1999 - Segunda Divisão      | Estádio Dínamo                 | 15.200     | 0 (não possui)                              | 1             |

## Regulamento
O campeonato foi disputado no sistema de pontos corridos em turno e returno em grupo único.  Ao final, dois são promovidos e dois são rebaixados.

## Primeira Fase
Spartak de Moscovo foi o campeão. Junto com o vice, Lokomotiv de Moscovo, foi classificado para a Liga dos Campeões da UEFA de 2001-02.
Dínamo, Torpedo (todos da capital russa), Anji e Chernomorets foram classificados para a Copa da UEFA de 2001-02 .
Lokomotiv de Níjni Novgorod e Uralan foram rebaixados para o Campeonato Russo de Futebol de 2001 - Segunda Divisão.

## Campeão
| Campeão Russo de 2000        |
| ---------------------------- |
| FC Spartak Moscovo 9° Título |